# Mohamed al-Othman
Mohamed al-Othman (* 5. Dezember 1983) ist ein ehemaliger kuwaitischer Hürdenläufer, der sich auf die 110-Meter-Distanz spezialisiert hat.

## Sportliche Laufbahn
Erste internationale Erfahrungen sammelte Mohamed al-Othman vermutlich im Jahr 2002, als er bei den Juniorenweltmeisterschaften in Kingston das Halbfinale über 110 m Hürden erreichte und dort nicht mehr ins Ziel kam. Anschließend schied er bei den Asienmeisterschaften in Colombo mit 15,29 s im Vorlauf aus. Im Jahr darauf belegte er bei den Arabischen Meisterschaften in Amman in 14,31 s den fünften Platz und 2004 gelangte er bei den erstmals ausgetragenen Hallenasienmeisterschaften in Teheran mit 8,08 s auf Rang vier über 60 m Hürden. 2007 startete er im 200-Meter-Lauf bei den Panarabischen Spielen in Kairo und kam dort mit 22,84 s nicht über den Vorlauf hinaus und beendete daraufhin seine aktive sportliche Karriere im Alter von 24 Jahren.
2004 wurde al-Othman kuwaitischer Meister im 110-Meter-Hürdenlauf.

## Persönliche Bestzeiten
- 110 m Hürden: 14,32 s (+0,5 m/s), 8. Oktober 2003 in Kuwait
  - 60 m Hürden (Halle): 8,07 s, 8. Februar 2004 in Teheran

| Personendaten    | Personendaten             |
| ---------------- | ------------------------- |
| NAME             | Othman, Mohamed al        |
| KURZBESCHREIBUNG | kuwaitischer Hürdenläufer |
| GEBURTSDATUM     | 5. Dezember 1983          |